# Belagerung von Bergen-op-Zoom (1588)
Westeuropa

Oosterweel – Dahlen – Heiligerlee – Jemgum – Jodoigne – Le Quesnoy – Brielle – Mons – Goes – 1. Mechelen – Naarden – Middelburg – Haarlem – Alkmaar – Geertruidenberg – Leiden – Delft – Valkenburg – Mooker Heide – Schoonhoven – Zierikzee – 1. Antwerpen – Gembloux – Rijmenam – 1. Deventer – Borgerhout – 1. Maastricht – 2. Mechelen – 1. Steenwijk – Kollum – 1. Breda – Noordhorn – Niezijl – Lochem – Lier – Eindhoven – Steenbergen – Ghent – Aalst – 2. Antwerpen – IJsseloord – Empel – Boksum – 1. Grave – 1. Venlo – Axel – Neuss – 1. Rheinberg – Zutphen – 1. Sluis – 1. Bergen-op-Zoom – 2. Geertruidenberg – 2. Breda – 2. Zutphen – 2. Deventer – Delfzijl – Knodsenburg – 1. Hulst – Nijmegen – Rouen – Caudebec – 2. Steenwijk – 1. Coevorden – 3. Geertruidenberg – 2. Coevorden – Groningen – Huy – 1. Groenlo – Lippe – Calais – 2. Hulst – Turnhout – 2. Rheinberg – 1. Moers – 2. Groenlo – Bredevoort – Enschede – Ootmarsum – 1. Oldenzaal – 1. Lingen – 1. Schenckenschans – Zaltbommel – Rees – San Andreas – Nieuwpoort – 3. Rheinberg – Ostende – 1. 's-Hertogenbosch – 2. Grave – Hoogstraten – 3. Sluis
Zwölfjähriger Friede

2. Lingen – 3. Groenlo – Aachen – Jülich – 2. Bergen op Zoom – Fleurus – 3. Breda – 2. Oldenzaal – 4. Groenlo – 2. 's-Hertogenbosch – Slaak – 2. Maastricht – Leuven – 2. Schenkenschans – 4. Breda – 2. Venlo – Kallo – 3. Hulst
Europäische Gewässer

Vlissingen – Borsele – Haarlemmermeer – Zuiderzee – Schelde – Lillo – Ponta Delgada – Bayona Islands – Golf von Almería – 1. Cadiz – Azoren – Straße von Dover – 2. Sluis – 1. Kap St. Vincent – 1. Gibraltar – 2. Gibraltar – 2. Cadiz – Lizard Point – Dünkirchen – Calais – Downs – 2. Kap St. Vincent – 2. St. Martin
Amerika

Bahia – Matanzas – St. Martin – San Juan – Abrolhos – Pernambuco – Südchile
Ostindien

Playa Honda – 1. San Salvador – 2. San Salvador – La Naval de Manila – Puerto de Cavite
Die Belagerung von Bergen-op-Zoom 1588 war eine militärische Auseinandersetzung zwischen spanischen Truppen unter Alessandro Farnese und der englisch-niederländischen Besatzung von Bergen-op-Zoom während des Achtzigjährigen Krieges. Die Belagerung endete am 12. November 1588 mit dem Abzug der Spanier.
Die in den Niederlanden stehende spanische Armee unter Alessandro Farnese, dem Herzog von Parma, sollte bereits Ende Juli 1588 mit Hilfe der Flotte des Herzog von Medina-Sidonia nach England übergesetzt werden; der Plan schlug aber fehl. Nach der Niederlage der Spanischen Armada stand der Herzog von Parma mit seiner Armee vor Antwerpen. Darauf wollte er abtrünnige Städte in der Nähe plündern, bereits 1581 hatten die Spanier versucht die Stadt Bergen-op-Zoom zu überrumpeln, waren aber gescheitert.
Der Herzog von Parma befahl den Grafen Oktavio von Mansfeld und den Marquis de Renty (Montigny), die Insel Tholen zu besetzen, um den Zugang zur Stadt Bergen-op-Zoom zu sichern. Die dort sichernden Holländer unter Georg Eberhard von Solms (1563–1602) waren aber auf der Hut und der Angriff wurde abgewehrt. Danach wollte er die Stadt Tholen angreifen. Dort wurden die Spanier von den Engländern unter Sir Thomas Morgan (1542–1595) abgeschlagen. 400 Spanier starben bei den Kämpfen, Mansfeld und der Marquis mussten mit Stangen aus dem Watt gerettet werden.
Dann erreichte den Herzog eine Angebot zweier feindlicher Offiziere, die in Bergen-op-Zoom in Garnison lagen. Ein Capitän Redhead und der Engländer Grimston wollten dem Herzog eine Schanze übergeben, die am Flüsschen Zoom lag und den Hafen des Ortes beherrschte. Farnese wandte sich darauf wieder Bergen-op-Zoom zu. Zusammen mit den Überläufern marschierte er mit 3000 Mann unter Oberst Sancho de Leyva gegen die Stadt, um sie zu belagern. Am 5. und am 12. Oktober versuchte Farnese die Schanze mit Gewalt zu nehmen, wurde aber von den Holländern und Engländern mit hohen Verlusten zurückgeschlagen. Am 20. wurde beschlossen, den Verrätern zu folgen.
Oberst Leyva bildete bei der Annäherung drei Kolonnen und griff die Stadt in der Nacht an. Farnese, Renty, Karl von Mansfeld und andere hohe Offiziere blieben auf dem Damm vor der Stadt zurück. Die von den Schotten geführte Kolonne gelangte tatsächlich in die Stadt, kaum waren alle drinnen, wurde ein Fallgatter herabgelassen und die Eingeschlossenen aufgerieben. Auch viele der nicht eingedrungenen Männer wurden überrascht und getötet. Nach dem Misserfolg blieb Farnese noch bis zum Frosteinbruch vor der Stadt. Am 12. November 1588 wurde die Belagerung aufgegeben und die Truppen kehrten nach Brüssel zurück.
Grimston und Redhead kehrten nach England zurück und erhielten von der Königin Elisabeth eine Belohnung von 1000 Florentinern sowie eine Pension von 600 Florentinern jährlich.